# 刘璟 (明朝宦官)
刘璟（？年—？年），字世明，正德时期的內官监太监。

## 生平
正德年间，担任內官监太监。正德十年（1515年），出任两广镇守太监。正德十一年（1516年），调回北京。